# The Final Countdown (Песен)
„The Final Countdown“ („Последните секунди“ , също „Преди старта“, „Предстартово броене“) е сингъл на рок групата „Юръп“ от 1986 г., първият излъчен от третия им, едноименен албум. Песента, написана от Джоуи Темпест, е една от най-известните и разпознаваеми песни на групата. Тя достига първо място в класациите на 25 страни, включително Великобритания, където достига златен статут. В САЩ достига осмо място в Billboard Hot 100 и 18-о място в класацията Billboard Mainstream Rock Tracks.
Песента се появява и в официалния сборен албум Europe (1982 – 1992), издаден през 1993 година.

## Състав
- Джоуи Темпест – вокал
- Джон Норъм – китара
- Джон Ливън – бас китара
- Мик Микели – клавир
- Иън Хогланд – барабани